# Mazeley
Mazeley – miejscowość i gmina we Francji, w regionie Grand Est, w departamencie Wogezy.
Według danych na rok 1990 gminę zamieszkiwało 247 osób, a gęstość zaludnienia wynosiła 24 osób/km² (wśród 2335 gmin Lotaryngii Mazeley plasuje się na 800. miejscu pod względem liczby ludności, natomiast pod względem powierzchni na miejscu 585.).